# وردلسرا
وردلسرا (به لاتین: Verdalsøra) یک سکونتگاه مسکونی در نروژ است که در Verdal واقع شده‌است.

## خصوصیات
وردلسرا ۵٫۶۸ کیلومترمربع مساحت و ۷٬۹۰۶ نفر جمعیت دارد و ۶ متر بالاتر از سطح دریا واقع شده‌است.